# 村井長穹

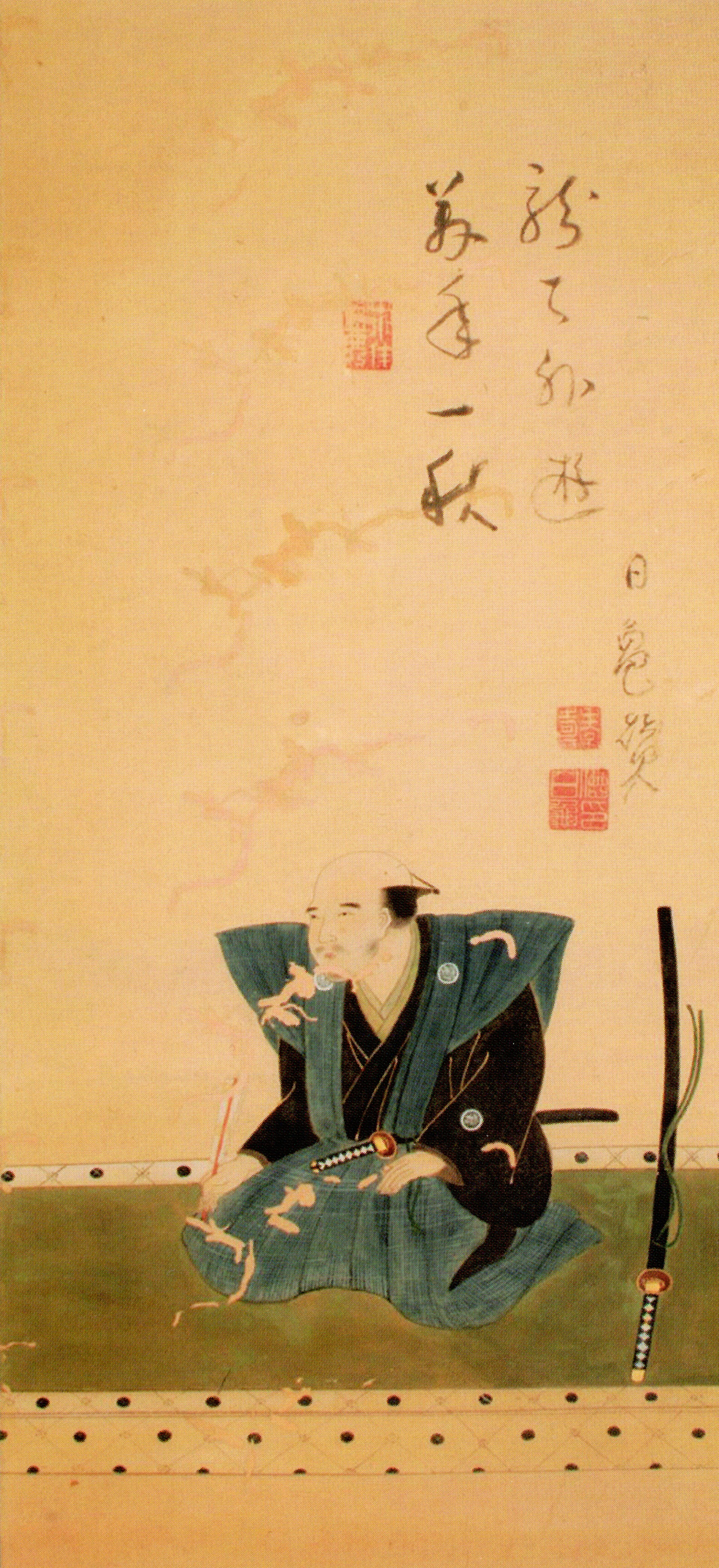
村井長穹（宝円寺所蔵）

村井 長穹（むらい ながたか、元文4年（1739年） - 寛政2年2月12日（1790年3月27日））は、加賀藩年寄。加賀八家村井家第7代当主。
父は加賀藩年寄前田孝資。兄は前田孝昌、今枝直郷。養父は村井長堅。子は村井長世。通称は吉十郎、靱負、又兵衛。本姓は平氏（桓武平氏）。家紋は「丸ノ内上羽蝶」。

## 生涯
元文4年（1739年）、前田孝資の三男として金沢に生まれる。宝暦4年（1754年）、叔父の村井長竪の養子となる。宝暦6年（1756年）、養父の死去により家督と知行1万6569石を相続、年寄見習となる。
宝暦9年（1759年）、人持組頭となる。明和8年（1771年）、御勝手方御用主附を命じられ、藩の財政を担当した。安永2年（1773年）、金沢城代。安永7年（1778年）、加越能三州産物方主付となる。寛政2年（1790年）2月12日没。享年52。法号萬龍寺天外成功大居士。墓所は石川県金沢市野田山墓地。著作に「加越能産物方日記」がある。